# Işıklar, Mustafakemalpaşa
Işıklar là một xã thuộc huyện Mustafakemalpaşa, tỉnh Bursa, Thổ Nhĩ Kỳ. Dân số thời điểm năm 2011 là 53 người.